# 권영수
권영수(權暎壽, 1957년 3월 7일 ~ )는 대한민국의 기업인이다.

## 학력
- 1972년 ~ 1975년 경기고등학교 졸업
- 1975년 ~ 1979년 서울대학교 경영학과 졸업
- 1979년 ~ 1981년 KAIST 대학원 산업공학 수료

## 경력
- 1979년 1월 : 금성사(현 LG전자) 입사
- 1988년 1월 : 금성사(현 LG전자) 해외투자실 부장
- 1991년 1월 : 금성사(현 LG전자) 미주법인 부장
- 1995년 1월 : 금성사(현 LG전자) CD플레이어 OBU팀장
- 1998년 10월 : 금성사(현 LG전자) MA추진 팀장
- 1999년 9월 : 금성사(현 LG전자) 금융담당, 경영지원담당 상무보
- 2000년 1월 : LG전자 재경팀장 상무
- 2002년 4월 : LG전자 재경담당 부사장
- 2003년 1월 : LG전자 재경부문장 부사장
- 2006년 1월 : LG전자 재경부문장 사장
- 2007년 1월 : LG필립스LCD 대표이사 사장
- 2008년 3월 ~ 2011년 12월 : LG디스플레이 대표이사 사장
- 2009년 2월 2012년 1월 : 한국 디스플레이 산업 협회 회장
- 2012년 1월 ~ 2015년 11월 : LG화학 전지사업본부 본부장 (사장)
- 2013년 11월 ~ : 서울상공회의소 부회장
- 2015년 12월 ~ 2018년 7월 : LG유플러스 대표이사 부회장
- 2018년 7월 ~ 2021년 10월 : LG 부회장 (최고운영책임자)
- 2021년 11월 ~ 2023년 11월: LG에너지솔루션 대표이사 부회장
- 서울대학교 총동창회 상임부회장
- LG ESG위원회 위원
- 2023년 2월 ~ : 한국배터리산업협회 회장

## 수상
- 2009년 금탑 산업훈장
- 2011년 글로벌 GWP 경영 컨퍼런스 최고 경영자 상
- 2023년 제32회 다산경영상 전문경영인 부문